# South Carolina Gamecocks football
La squadra di football dei South Carolina Gamecocks rappresenta l'Università della Carolina del Sud. I Gamecocks competono nella Football Bowl Subdivision (FBS) della National Collegiate Athletics Association (NCAA) e nella East Division della Southeastern Conference (SEC).

## Storia
Dal 1953 al 1970 i Gamecocks giocarono nell'Atlantic Coast Conference, vincendo il titolo della ACC nel 1969 e finendo quindicesimo nella classifica finale nel 1958. Dal 1971 al 1991 la squadra giocò come indipendente, non faceva cioè parte di alcuna conference, producendo il vincitore dell'Heisman Trophy 1980 George Rogers, sei apparizioni ai bowl di fine stagione e classificandosi tra le prime 25 della classifica finale nel 1984 e 1987 (rispettivamente alle posizioni 11 e 15 della classifica dell'Associated Press). Dal 1992 la squadra milita nella Southeastern Conference, dove ha vinto il titolo della SEC East division nel 2010 ed ha terminato per sette volte nella classifica delle migliori 25 squadre a fine stagione, incluse tra apparizioni tra le prime dieci.
South Carolina ha avuto tra le proprie file un vincitore del premio di allenatore dell'anno, Joe Morrison (1984), tre allenatori della SEC dell'anno con Lou Holtz (2000) e Steve Spurrier (2005, 2010), un allenatore della ACC dell'anno con Paul Dietzel (1969) e due prime scelte assolute nel Draft NFL con George Rogers (1981) e Jadeveon Clowney (2014). Ha inoltre cinque membri della College Football Hall of Fame con gli ex giocatori George Rogers e Sterling Sharpe, due allenatori con Holtz e Spurrier e l'ex direttore atletico Mike McGee.

## Numeri ritirati
| N. | Giocatore        | Ruolo | Anni            | Note  |
| -- | ---------------- | ----- | --------------- | ----- |
| 2  | Sterling Sharpe  | WR    | 1983, 1985–1987 | [ 2 ] |
| 7  | Jadeveon Clowney | DE    | 2011–2013       | [ 2 ] |
| 37 | Steve Wadiak     | HB    | 1948–1951       | [ 2 ] |
| 38 | George Rogers    | HB    | 1977–1980       | [ 2 ] |
| 56 | Mike Johnson     | C     | 1964            | [ 2 ] |

## Membri della College Football Hall of Fame
| Nome            | Ruolo | Classe | Anni      | Note  |
| --------------- | ----- | ------ | --------- | ----- |
| George Rogers   | RB    | 1997   | 1977–1980 | [ 3 ] |
| Lou Holtz       | All.  | 2008   | 1999–2004 | [ 4 ] |
| Sterling Sharpe | WR    | 2014   | 1983–1987 | [ 5 ] |
| Steve Spurrier  | All.  | 2017   | 2005–2015 | [ 6 ] |